# Gare d’Einvaux
Gare d’Einvaux – przystanek kolejowy w miejscowości Einvaux, w departamencie Meurthe i Mozela, w regionie Grand Est, we Francji. Jest zarządzana przez SNCF i obsługiwana przez pociągi TER Grand Est.

## Położenie
Znajduje się na linii Blainville – Damelevières – Lure, na km 7,482 między stacjami Blainville – Damelevières i Bayon, na wysokości 287 m n.p.m.

## Linie kolejowe
- Linia Blainville – Damelevières – Lure